# Bato (Leyte)
Bato ist eine philippinische Stadtgemeinde in der Provinz Leyte. Sie hat 38.356 Einwohner (Zensus 1. August 2015).

## Baranggays
Bato ist politisch in 32 Baranggays unterteilt.
| - Alegria - Alejos - Amagos - Anahawan - Bago - Bagong Bayan District (Pob.) - Buli - Cebuana - Daan Lungsod - Dawahon - Himamaa | - Dolho - Domagocdoc - Guerrero District (Pob.) - Iniguihan District (Pob.) - Katipunan - Liberty (Binaliw) - Mabini - Naga - Osmeña - Plaridel - Kalanggaman District (Pob.) | - Ponong - San Agustin - Santo Niño - Tabunok - Tagaytay - Tinago District (Pob.) - Tugas - Imelda - Marcelo - Rivilla |